# Emil Jellinek
Emil Jellinek, od roku 1903 Emil Jellinek-Mercedes (6. dubna 1853 Lipsko – 21. ledna 1918 Ženeva), byl rakousko-uherský podnikatel a diplomat. Zastával funkci generálního konzula v Nice. Byl také automobilovým nadšencem, stal se členem představenstva společnosti Daimler Motoren Gesellschaft.

## Život
Emil Jellinek byl synem vídeňského rabína a učence Adolfa Jellineka (narozeného v Drslavicích u Uherského Hradiště). Narodil se v Lipsku, ale brzy po jeho narození se rodina přestěhovala do Vídně. Vyrůstal se dvěma bratry a dvěma sestrami. Bratr Max Hermann se stal lingvistou, bratr Georg se zabýval mezinárodním právem. Emil naopak neměl do učení chuť, rodiče mu několik let platili doučování, na školách nevydržel.
Když Emil Jellinek uviděl inzerát na automobil Daimler, navštívil v roce 1897 Gottlieba Daimlera a rozhodl se dvouválcový vůz s výkonem šesti koní koupit. Jeho maximální rychlost 24 km/h mu ale brzy přestala stačit. Daimlera přiměl k výrobě automobilu, který by dokázal jet aspoň rychlostí 40 km/h. Jellinek tak podnítil vznik prvního čtyřválcového automobilu na světě: Daimleru Phoenix s výkonem osmi koní.
V roce 1899 se na voze Daimler přihlásil do soutěže Tour de Nice. Zvítězil a poté objednal dalších 36 automobilů jako výhradní zástupce Daimlera v Rakousko-Uhersku, Francii a Americe.
Při prodeji se mu dařilo, přitom Gottliebu Daimlerovi a Wilhelmu Maybachovi stále navrhoval, jak by se automobily daly vylepšit. V roce 1900 jim nabídl vysokou sumu na vybudování závodního vozu, který by nesl jméno jeho dcery Mercedes. Tak vznikl Mercedes 35 hp, považovaný za první moderní automobil. Veřejnost jej mohla poprvé zhlédnout na závodě v Nice. Jeho obrovský úspěch vedl jeho tvůrce k rozhodnutí používat značku Mercedes pro celou produkci. V roce 1903 si i sám Emil Jellinek nechal změnit jméno na Emil Jellinek-Mercedes.